# Markéta Bednářová
Markéta Bednářová, dívčím jménem Mokrošová (* 17. dubna 1981 Nové Město na Moravě) je bývalá česká basketbalistka hrající na pozici křídla. S basketbalem začínala v domovském Žďáru nad Sázavou. V roce 1999 přestoupila do USK Praha, kde působila do roku 2011, přičemž v sezónách 2008/2009 a 2010/2011 získala s týmem titul mistryň republiky. V roce 2008 se provdala za basketbalového trenéra Romana Bednáře.
V české reprezentaci hrála již od druhé poloviny 90. let 20. století (mistrovství Evropy kadetů 1997). Jejím prvním velkým seniorským turnajem bylo mistrovství Evropy 2003, kde český tým získal stříbrné medaile. Od té doby pravidelně reprezentovala Česko, absolvovala mistrovství Evropy 2005 (zlatá medaile), 2007 a 2009, letní olympijské hry 2008 a mistrovství světa 2006 a 2010 (stříbrná medaile).
Na konci sezóny 2010/2011 ukončila sportovní kariéru.
Měří 177 cm a na MS 2010 nosila dres s číslem 12.